# Liste der Kulturdenkmäler in Niederhausen (Nahe)
In der Liste der Kulturdenkmäler in Niederhausen sind alle Kulturdenkmäler der rheinland-pfälzischen Ortsgemeinde Niederhausen aufgeführt. Grundlage ist die Denkmalliste des Landes Rheinland-Pfalz (Stand: 2. August 2023).

## Denkmalzonen
| Bezeichnung                  | Lage                                   | Baujahr  | Beschreibung | Bild                           |
| ---------------------------- | -------------------------------------- | -------- | --- | ------------------------------ |
| Denkmalzone Gut Hermannsberg | südwestlich des Ortes an der K 58 Lage | 1902 ff. | ehemalige Staatliche Weinbaudomäne, zuvor Königlich-Preußische Weinbaudomäne Niederhausen-Schloßböckelheim; 1902 ff. mit Verwaltungsgebäude, Kelterhaus in historisierendem Jugendstil, bezeichnet 1910; Direktorenwohnhaus, Arbeiterwohnungen, Mitarbeiterhaus, Umspannturm, Weinberge; breite landschaftsbildliche Wirkung | weitere Bilder Fotos hochladen |

## Einzeldenkmäler
| Bezeichnung                 | Lage                                            | Baujahr                              | Beschreibung | Bild                                    |
| --------------------------- | ----------------------------------------------- | ------------------------------------ | --- | --------------------------------------- |
| Bahnhof                     | Am Stausee 1 Lage                               | um 1900                              | ehemaliger Bahnhof, um 1900, spätgründerzeitlicher Sandsteinquaderbau, teilweise verschiefertes Fachwerk, Fachwerkgüterschuppen | weitere Bilder Fotos hochladen          |
| Hofanlage                   | Hintergasse 11 Lage                             | 18. Jahrhundert                      | Hakenhof; barocker Krüppelwalmdachbau, Fachwerk verputzt, 18. Jahrhundert | BW                                      |
| Kriegerdenkmal              | Kirchgasse, auf dem Friedhof Lage               | 1920er Jahre                         | Kriegerdenkmal 1914/18, reliefierter Muschelkalk-Kubus, 1920er Jahre | Fotos hochladen                         |
| Evangelische Pfarrkirche    | Kirchgasse 9 Lage                               |                                      | ehemals St. Mechtildis, romanisches Langhaus, spätgotischer Chor, Turm im 15. Jahrhundert verändert | weitere Bilder Fotos hochladen          |
| Evangelischer Pfarrhof      | Kirchgasse 14 Lage                              | drittes Viertel des 19. Jahrhunderts | spätklassizistisches Pfarrhaus, drittes Viertel des 19. Jahrhunderts, Bruchsteinscheune, Stalltürsturz bezeichnet 1549 | weitere Bilder Fotos hochladen          |
| Fassade                     | Raiffeisenstraße, an Nr. 3 Lage                 | um 1900                              | spätgründerzeitliche Putzfassade der Weinkellerei Niederthälerhof, um 1900 | Fotos hochladen                         |
| Wohnhaus                    | Winzerstraße 7 Lage                             | um 1700                              | barockes Fachwerkhaus, teilweise massiv, um 1700 | Fotos hochladen                         |
| Wasserkraftwerk und Stausee | östlich des Ortes an der Nahe Lage              | 1930/50er Jahre                      | Stausee mit Deichen, Stauwehr mit Brücke und vier Türmen, Wasserkraftwerk mit Maschinenhalle und Maschinistenwohnhaus, 1930/50er Jahre | weitere Bilder Fotos hochladen          |
| Gasthaus Hermannshöhle      | südwestlich des Ortes an der L 235 Lage         |                                      | ehemaliges Fährhaus; im Kern barocke Dreiflügelanlage; eingeschossiger Krüppelwalmdachbau | Fotos hochladen                         |
| Schmittenstollen            | südwestlich des Ortes im Niederhäuser Wald Lage | gegen 1469                           | ehemaliges Quecksilberbergwerk am Lemberg mit den drei Gruben Schmittenzug, Martinzug und Zug Treue Zuversicht und den zugehörigen Stollen, Strecken und Schächte; gegen 1469 angelegt, Abbau bis 1939; der 700 m lange Schmittenstollen seit 1981 Besucherbergwerk | weitere Bilder Fotos hochladen          |
| Weinbergshaus               | außerhalb der Ortslage                          | 19. Jahrhundert                      | achteckiger Putzbau, 19. Jahrhundert | Direkt Bild zu diesem Denkmal hochladen |
| Weinbergshaus               | außerhalb der Ortslage                          | Ende des 19. Jahrhunderts            | halbrunder gotisierender Turm, Bruchstein, Ende des 19. Jahrhunderts | Direkt Bild zu diesem Denkmal hochladen |